# Candy Finnigan
Candy Finnigan, eigentlich Heather Candace Finnigan, (* 18. Mai 1946 in Kansas, Missouri) ist eine US-amerikanische Suchtspezialistin. Bekannt wurde sie in Amerika mit ihrem Buch When Enough is Enough: A comprehensive guide to successful intervention, das 2008 erschien, und der Fernsehserie Intervention über Süchtige.
Sie war bis zu dessen Tod mit dem Musiker Mike Finnigan verheiratet, mit dem sie zwei erwachsene Kinder hat.
Die TV-Serie, deutsch, Auf Entzug – Zurück ins Leben lief im US-Fernsehen von 2002 bis 2012 mit 30 Folgen. Finnigan trat ab 2005 als Suchtexpertin in der Serie auf. 2010 gewann die Serie die 14th Annual PRISM Awards in der Klasse TV-Dokumentation.

## Ausbildung
Candy Finnigan hat ein certification in chemical dependency (etwa: Diplom für die Behandlung des Abhängigkeitssyndroms durch psychotrope Substanzen) der University of California, Los Angeles und vervollständigte ihre klinische Ausbildung am Cedars-Sinai Hospital, wo sie in der Suchtabteilung arbeitete.

## Filmographie
Auf Entzug – Zurück ins Leben
Folgen, in denen sie auftrat;
- Cher (2012)
- Larry/Megan (2011)
- Latisha (2011)
- Eddie (2011)
- Sarah/Mikeal (2011)
- Michael (2011)
- Jamie (2011)
- Jenna (2011)
- Cassie (2011)
- Jimmy (2011)
- Tyler (2010)
- Amy P. (2010)
- Ashley (2010)
- Rocky (2010)
- Shane (2010)
- Robby (2010)
- Vinnie (2010)
- Jackie (2010)
- Sarah (2010)
- Jennifer (2009)
- Greg (2009)
- Linda (2009)
- Gabe V. (2009)
- Jessica/Hubert (2007)
- Tammi and Daniel (2006)
- Heidi and Michelle (2006)
- Laurie and Jessie (2006)
- Tim (2006)
- Sara (2005)